# Ichijō Tennō
Ichijō Tennō (一条天皇?) (980-1011) fue el sexagésimo sexto (66.º) emperador de Japón, según el orden tradicional de sucesión. Reinó del 986 al 1011. Su reinado se considera la culminación del período cultural Heian en el que alcanzó el máximo poder el clan Fujiwara.
Fue el primogénito de En'yū Tennō y de la dama Fujiwara no Senshi, hija de Fujiwara no Kaneie. Se considera que fue hijo único, al no documentarse otros hermanos.
En el 984 fue designado príncipe heredero bajo el Emperador Kazan. En la época se rumoreó que su abuelo materno, Kaneie, conspiró para destronar a Kazan. El 1 de agosto de 986 ascendió al trono cuando sólo tenía seis años de edad. Un hijo del Emperador Reizei, que era mayor que él, fue designado príncipe heredero. Kaneie pasó a ser el regente (Sesshō) y fue quien realmente gobernó. Tras la muerte de Kaneie, fue nombrado regente el hijo mayor de este y tío de Ichijō, Fujiwara no Michitaka.
Tuvo dos emperatrices consortes. La primera fue Teishi, hija de Fujiwara no Michitaka, y la segunda, Shoshi, hija de Fujiwara no Michinaga, un hermano menor de Michitaka. Estos dos altos cortesanos eran hijos de Kaneie, ambos hermanos de la madre de Ichijō y, por tanto, sus tíos. 
Las cortes de ambas emperatrices destacaron como importantes centros de cultura. Sei Shōnagon, autora de Makura no Sōshi (El libro de la almohada),  fue dama de honor de Teishi, y Murasaki Shikibu, autora del Genji Monogatari lo fue de Shoshi. También hubo otros importantes poetas en las cortes de estas emperatrices. Ichijō amaba la literatura y la música, por este motivo, muchos cortesanos dispusieron que sus propias hijas contasen con salones culturales en los que participasen damas poetisas.